# 黄新德
黄新德（1947年8月—），安徽怀宁人，中国黄梅戏表演艺术家，一级演员，曾获得第九届中国戏剧梅花奖。代表作品有黄梅戏《天仙配》、《红楼梦》、《梁祝》、《红丝错》、《龙女》、《遥指杏花村》等。

## 生平
黄新德生于安徽怀宁县清河乡温桥村。1965年毕业于安徽省艺术学校。